# 모하메드 시소코
모하메드 라민 "모모" 시소코 길란(프랑스어: Mohamed Lamine "Momo" Sissoko Gillan, 1985년 1월 22일 ~ )은 말리의 전 축구 선수로, 포지션은 수비형 미드필더이다.